# GOODZZI ASMR 굿찌. .v
굿찌(본명: 미상, 1987년 ~)는 대한민국의 인터넷 방송인이다.

## 개요
- 대한민국의 먹방 유튜버.

2020년 4월부터 유튜브 활동을 시작하였다.
2. 컨텐츠

## 컨텐츠
- 리얼 사운드 먹방 영상을 업로드한다. 가끔씩 본인의 일상을 담은 Vlog도 업로드 한다.
- 대식가는 아니지만 일반인보다 조금 더 많은 양의 음식을 먹는다.

## 방송
- 2022년 iHQ 돈쭐내러 왔습니다